# Nahed Ojjeh
Nahed Ojjeh, nacida el 6 de noviembre de 1959 en Alepo (Siria), es una mujer de negocios, multimillonaria y mecenas de las artes de nacionalidad siria.

## Biografía
Es la hija del exministro de defensa sirio Mustafá Tlass, miembro del séquito inmediato del clan Háfez al-Ásad. La familia Tlas es una rica familia suní siria.
En 1978, a la edad de 18 años, se casó con el traficante de armas saudí Akram Ojjeh, que entonces tenía 60 años, y que murió en 1991. La pareja tuvo un hijo, Akram Ojjeh Jr. Así se convirtió en la madrastra de Mansour Ojjeh, copropietaria de la escudería de Fórmula 1 McLaren y del Grupo TAG, con el que estaba a punto de casarse antes de que le presentaran a su padre.
Nahed Ojjeh es licenciada en filosofía, tiene un máster en psicología y un DEA en prospectiva internacional obtenido en 1996 sobre el tema Hitler 1920-1933, papeles franceses. En 2002, obtuvo un doctorado en ciencias políticas en la Universidad de París Descartes con una tesis titulada Les méfaits de la mondialisation dans les pays du tiers-monde. Es una antigua residente del hôtel particulier de Marie-Laure de Noailles, 11  place des États-Unis (XVI Distrito de París). Allí recibió a muchas personalidades, hasta que se trasladó al mismo distrito, avenue Henri-Martin.

## Una mujer influyente
Nahed Ojjeh celebró una feria comercial en París y recibió el Tout-Paris de la politique et des affaires. En 2003, el ministro francés de Asuntos Exteriores Dominique de Villepin celebró allí su quincuagésimo cumpleaños en un mantel especialmente impreso de máximas napoleónicas. Tuvo una relación sentimental de cuatro años con el mecenas de la prensa Franz-Olivier Giesbert.
En 2001, se hizo cargo del prestigioso Club de Ajedrez Caïssa6, que rebautizó como NAO Chess Club (por Nahed Ojjeh Chess Club"), al que pertenece Dominique Strauss-Kahn.
También es la presidenta fundadora y moderadora de la Universidad Euro-Árabe y miembro correspondiente de la Academia de Bellas Artes.
Nahed Ojjeh es expresidente de la Fundación Tlass. Bajo su presidencia, la Fundación Tlass «ayudó» a Roland Dumas, entonces candidato en las elecciones legislativas de 1988 en su circunscripción de Dordoña, y ofreció financiar un escáner para el hospital de Sarlat-la-Canéda. El asunto, filtrado por la prensa, fue abortado y Nahed Ojjeh tuvo que «cubrir» al ministro. El 8 de junio de 1998, acompañada por su abogado, Pierre Benoliel, se reunió con los jueces de instrucción del caso Elf, Eva Joly y Laurence Vichnievsky, que estaban investigando los pagos en efectivo en las cuentas bancarias de Roland Dumas. En la grabación, Nahed Ojjeh explicó el caso del escáner y relató cómo el ministro «tomó prestadas» varias obras de arte de su hôtel particulier. Según Pierre Haski, ella era la amante de Roland Dumas.
Con la guerra civil siria, su padre se exilió, luego Manaf Tlass, su hermano, desertó del ejército sirio donde era general y encontró refugio en Francia. Se dice que Nahed Ojjeh participó en su viaje de Siria a París.

## Una mujer de negocios
En julio de 2003, compró el 11% del capital del grupo publicitario británico Cordiant en el mercado de valores y, según se informa, es uno de los principales accionistas del Publicis Groupe.